# Ленђини
Ленђини (пољ. Lędziny) је град у Пољској у Војводству Шлеском у Повјату бјерунско-ленђинском. Према попису становништва из 2011. у граду је живело 16.426 становника.

## Становништво
Према прелиминарним подацима са пописа, у граду је 2011. живело 16.426 становника.
| 2002.  | 2011.  | 2012.  |
| ------ | ------ | ------ |
| 15.842 | 16.426 | 16.665 |

## Партнерски градови
- Уњичов